# Wladimir Iwanowitsch Narbut

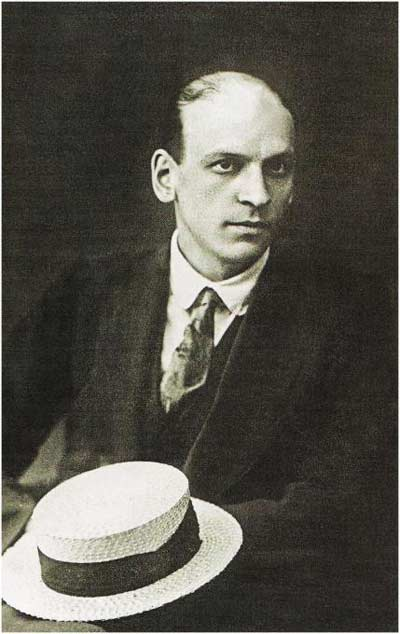
Wladimir Narbut

Wladimir Iwanowitsch Narbut (russisch Владимир Иванович Нарбут; ukrainisch Володи́мир Іва́нович На́рбут/ Wolodymyr Narbut; * 2. Apriljul. / 14. April 1888greg. in Narbutiwka, Gouvernement Tschernigow, Russisches Kaiserreich; †  14. April 1938 an der Kolyma, Sibirien, Sowjetunion) war ein russischer Dichter ukrainischer Herkunft.
Wladimir war ein Bruder des bekannten Grafikers Heorhij Narbut. Er gehörte der Literaturströmung des Akmeismus an.
Im Russischen Bürgerkrieg arbeitete Wladimir Narbut als Militärkorrespondent in der Ukraine wie auch Korneli Ljuzianowitsch Selinski. Dann war Narbut Redakteur der Literaturzeitschrift Nowy Mir
Im April 1938 fiel Narbut den Stalinistischen Säuberungen zum Opfer.
Als Narbut 1959 rehabilitiert wurde, erschienen Selinskis Erinnerungen mit einer Würdigung Narbuts.